# Гуриндам
Гуриндам (малайск. gurindam) — в малайской литературе двустишия со смежной рифмовкой. По содержанию — дидактические афоризмы. Наиболее известен сборник «Двенадцать групп гуриндамов», созданный в 19 в. Раджой Али Хаджи. В нём стихотворные афоризмы объединены по тематическому принципу и представляют собой сентенции такого рода:
Если речи долго ведешь,

Непременно в чем-то солжешь
 или:
Кто много часов в постели проводит,

Жизнь того напрасно проходит
.
(перевод В.И Брагинского)
В современной Малайзии популярна песня «Гуриндам души» (малайск. Gurindam Jiwa), созданная композитором Вандли Язидом на слова Хамзаха Хуссейна. Первыми исполнителями песни были Р. Исмаил и Рафеах Буанг.